# Hengill
Hengill (isländisch, [ˈheiɲcɪtl̥]) ist ein Vulkansystem im Südwesten von Island. Im Grunde umfasst das Gebiet drei aktive Zentralvulkane. Der eine, auf dem Gemeindegebiet von Ölfus und Grímsnes og Grafningur liegend, wird ebenfalls als Hengill bezeichnet, der andere heißt Hrómundartindur, ein dritter befindet sich im Grensdalur.
Man bezeichnet die Gegend in der Vulkanologie auch als Hengill-Tripelpunkt, weil hier die Reykjanes-Rift-Zone mit der Westisländischen aktiven Vulkanzone (englisch Western Volcanic Zone) zusammentrifft und beide außerdem auf die südisländische Verwerfungs- und Bruchzone (englisch South Icelandic seismic transform Zone) stoßen.

## Das Vulkansystem

### Einflussbereich
Das Vulkansystem Hengill erstreckt sich über ein Gebiet von etwa 100 km Länge bei 3 bis 16 km Breite. Sein Einflussgebiet reicht von Selvogur bis unterhalb des Gletschers Langjökull. Damit wäre dies das bedeutendste Vulkansystem auf der Reykjanes-Halbinsel,  falls man es noch zu dieser zählt.

### Eruptionsgeschichte
Vier Spalteneruptionen sind im Hengill seit der Eiszeit vor ca. 10.000 Jahren belegt. Sie fanden vor allem an der Nordseite des Vulkansystems statt. Bei der letzten Eruption vor ca. 1.900 Jahren entstanden aber auch die Inseln auf der Ostseite des Zentralvulkans im See Þingvallavatn, etwa die größte der Inseln im See, Sandey. Außerdem liegt hier der Ursprung der Lavafelder bei Nesjavellir, des sogenannten Nesjahraun. Südlich vom Berg erschien die jüngste Lava auf der Hellisheiði.

### Aktives Vulkansystem
Das Gebiet ist immer noch vulkanisch aktiv, wie man an den zahlreichen heißen Quellen und Fumarolen in der Umgebung erkennen kann. Es handelt sich dabei um ein Hochtemperaturgebiet. So befindet sich etwa im Innstidalur zwischen Hengill und Skarðsmýrarfjall eine der ergiebigsten Dampfquellen des Landes.
Zwischen 1994 und 2002 stellte man eine ungewöhnlich hohe Zahl von Erdbeben im Bereich des Hengill-Tripelpunkts fest. Außerdem belegten GPS-Messungen eine signifikante Aufwölbung zwischen den Hrómundartindar- und Grensdalur-Systemen. Diese Anzeichen von Magmainjektionen ließen sich allerdings nach 2002 nicht mehr nachweisen.

### Angrenzende Vulkansysteme
Zwei weitere ältere Vulkansysteme, die früher als weitere Teile zum Hengillsystem gezählt wurden, grenzen im Osten an das des Hengill. Hrómundartindur mit seinem Hochtemperaturgebiet unter dem Vulkan Tjarnarhnjúkur und am Ölkelduháls liegt im Nordosten von ihm auf der Hellisheiði. Die kleine Stadt Hveragerði mit ihren heißen Quellen liegt etwa 10 km östlich des Hengill im Gebiet des Grensdalur-Vulkans.
Auf der Halbinsel Reykjanesskagi grenzt südöstlich an das Hengill-Vulkansystem dasjenige der Brennisteinsfjöll. Die Bohrlöcher liegen teilweise nur 1–2 km voneinander entfernt auf der Hellisheiði etwa am Reykjafjall (Hengill) bzw. jenseits der Ringstraße beim Tafelvulkan Stóri-Metill (Brennisteinsfjöll).

## Das Gebirgsmassiv Hengill
Das langgestreckte, von Südwesten nach Nordosten ausgerichtete Bergmassiv des Hengill, gleichzeitig Zentralvulkan des gleichnamigen Vulkansystems, liegt im Südwesten des Sees Þingvallavatn. Es handelt sich um einen der höchsten Berge in der Nähe von Islands Hauptstadt Reykjavík. Sein höchster Gipfel, Skeggi, erhebt sich 803 m über das Meer.
Der Hengill selbst ist ein Tafelvulkan, der großenteils während der Eiszeit unter einem Gletscher entstand und hauptsächlich aus Palagonit besteht. Ihn umgeben Palagonit- und Kissenlavarücken. Die obersten Lagen sind Olivinbasalt. Neuere Forschungen ergaben, dass der Berg vor allem in zwei glazialen Perioden entstanden ist: Der untere Teil stammt vermutlich aus der vorletzten Eiszeit (Saale-Kaltzeit), der obere ist in subglazialen Ausbrüchen in der letzten Kaltzeit (Weichsel-Kaltzeit) entstanden.
In einem Nebengipfel, dem Sleggja, findet man auch Liparit.
Ein anderer Zentralvulkan befindet sich südlich des Hrómundartindur.
Die Gegend mit ihren Bergen und heißen Quellen ist ein bekanntes Wandergebiet und daher gut mit Wanderwegen erschlossen.

## Geothermale Nutzung
Der Hengill-Vulkan ist ein wichtiger Energielieferant für den Süden des Landes.
Besonders im Kraftwerk von Nesjavellir wird dies genutzt, das zusammen mit dem Svartsengi-Kraftwerk auf der Reykjanes-Halbinsel Reykjavík mit Energie versorgt. Das Kraftwerk von Nesjavellir befindet sich am Westufer des Sees Þingvallavatn.
Außerdem wurde ein weiteres noch größeres Kraftwerk auf der Hellisheiði gebaut, Hellisheiði-Kraftwerk, das ebenfalls die beträchtliche Energiequelle Hengill nutzt. Es wurde 2008 in Betrieb genommen und verfügt über eine Leistung von 303 MW und 400MWth.

## Sagen und Gesetzlose
In früheren Zeiten sollen Gesetzlose in den Höhlen oberhalb des Innstidalur gehaust haben.
Auch einige Sagen spielen in der Gegend, so die Volkssage um die Trollfrau Jóra. Sie soll die Angewohnheit gehabt haben, unschuldigen Reisenden auf dem Weg über die Dyrafjöll aufzulauern, um sie zu verspeisen. Sie wurde aber schließlich von einem Bauern im Schlaf erschlagen.

## Fotogalerie

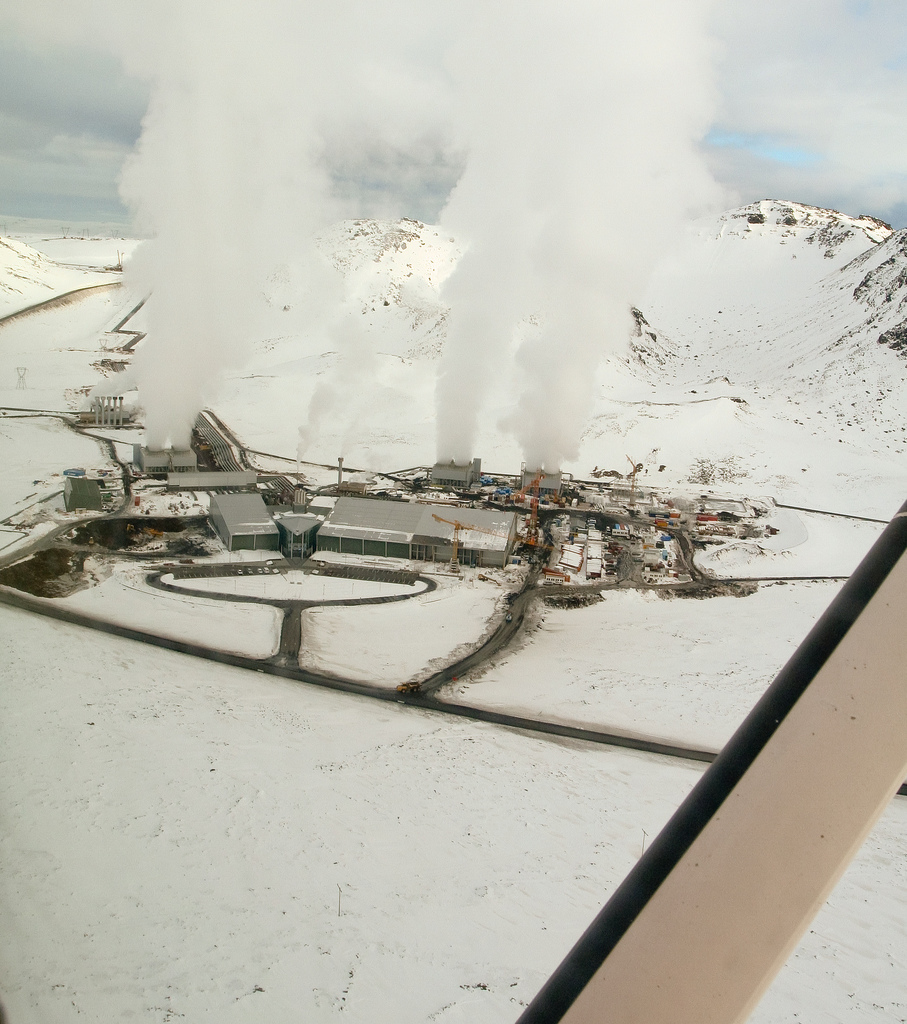
Hellisheiði-Kraftwerk
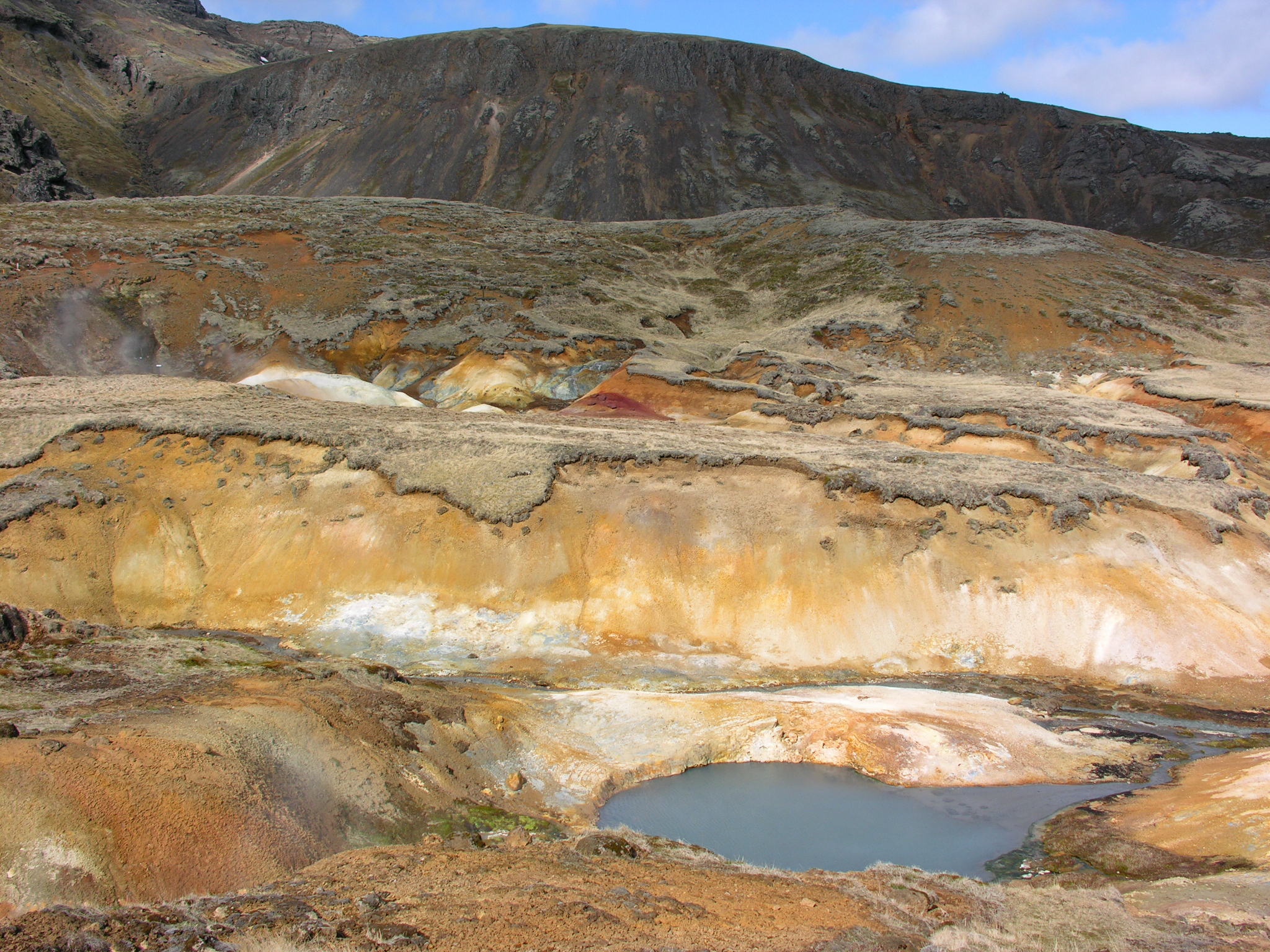
Hochtemperaturgebiet am Hengill
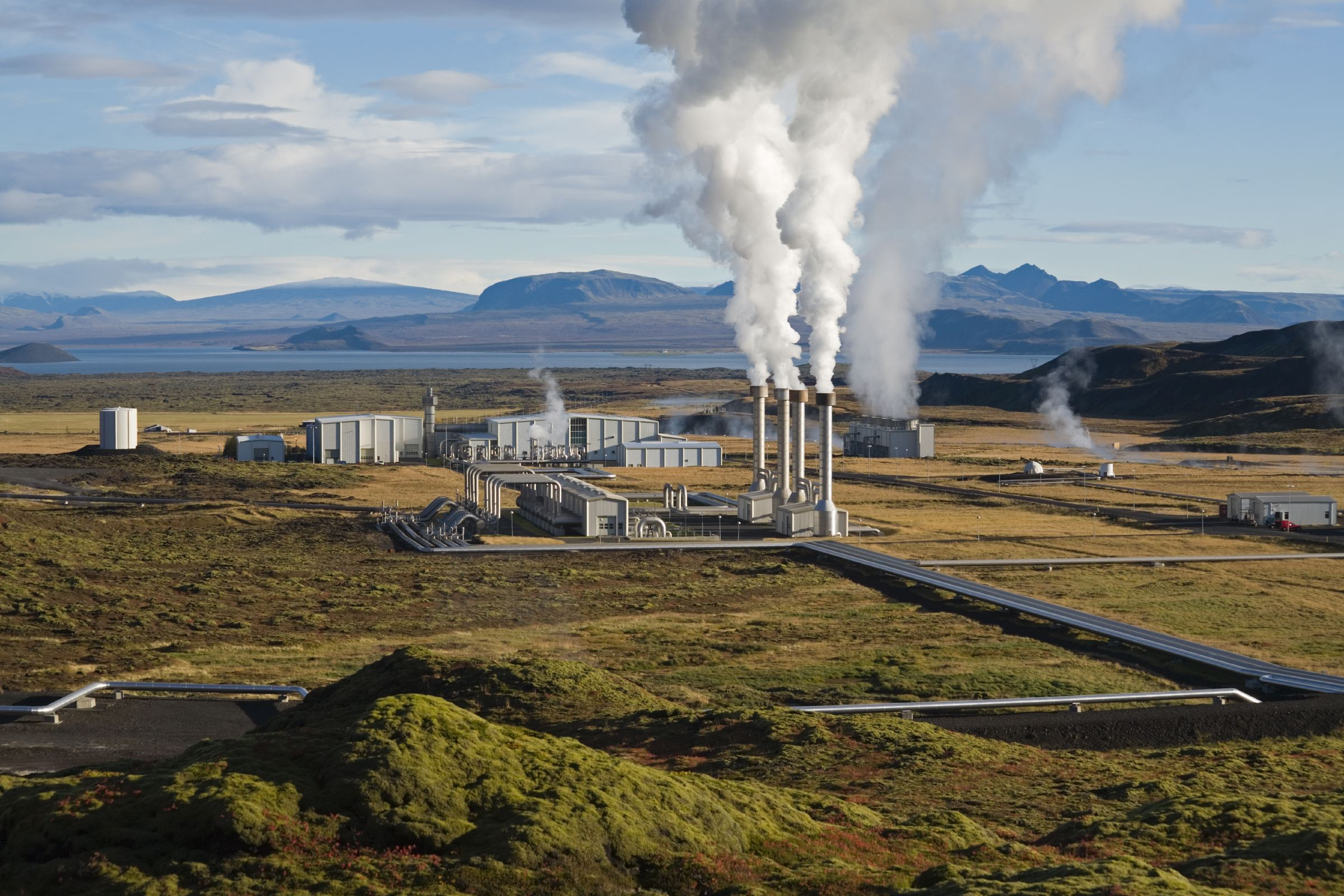
Nesjavellir-Kraftwerk
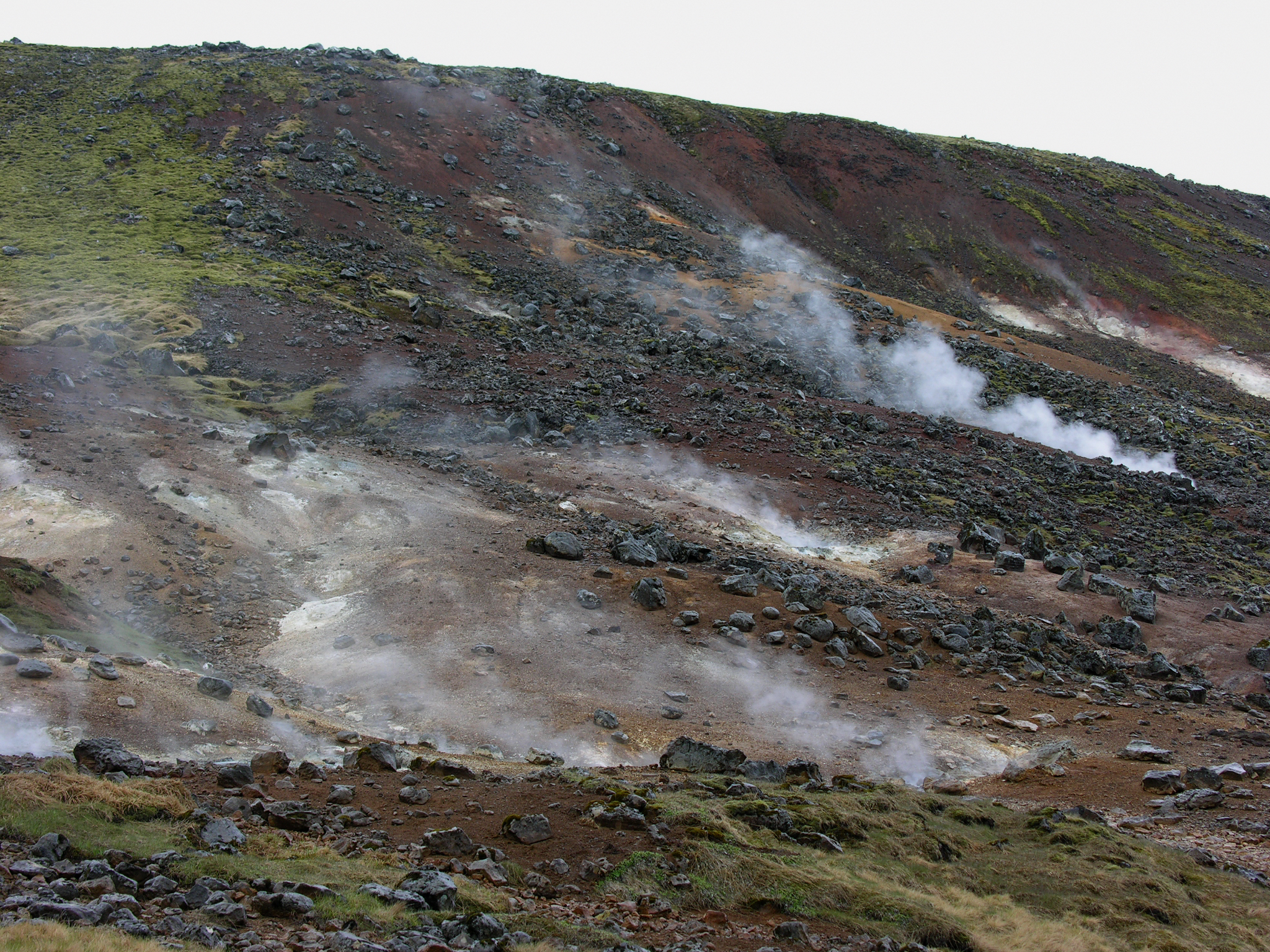
Fumarolen am Hengill
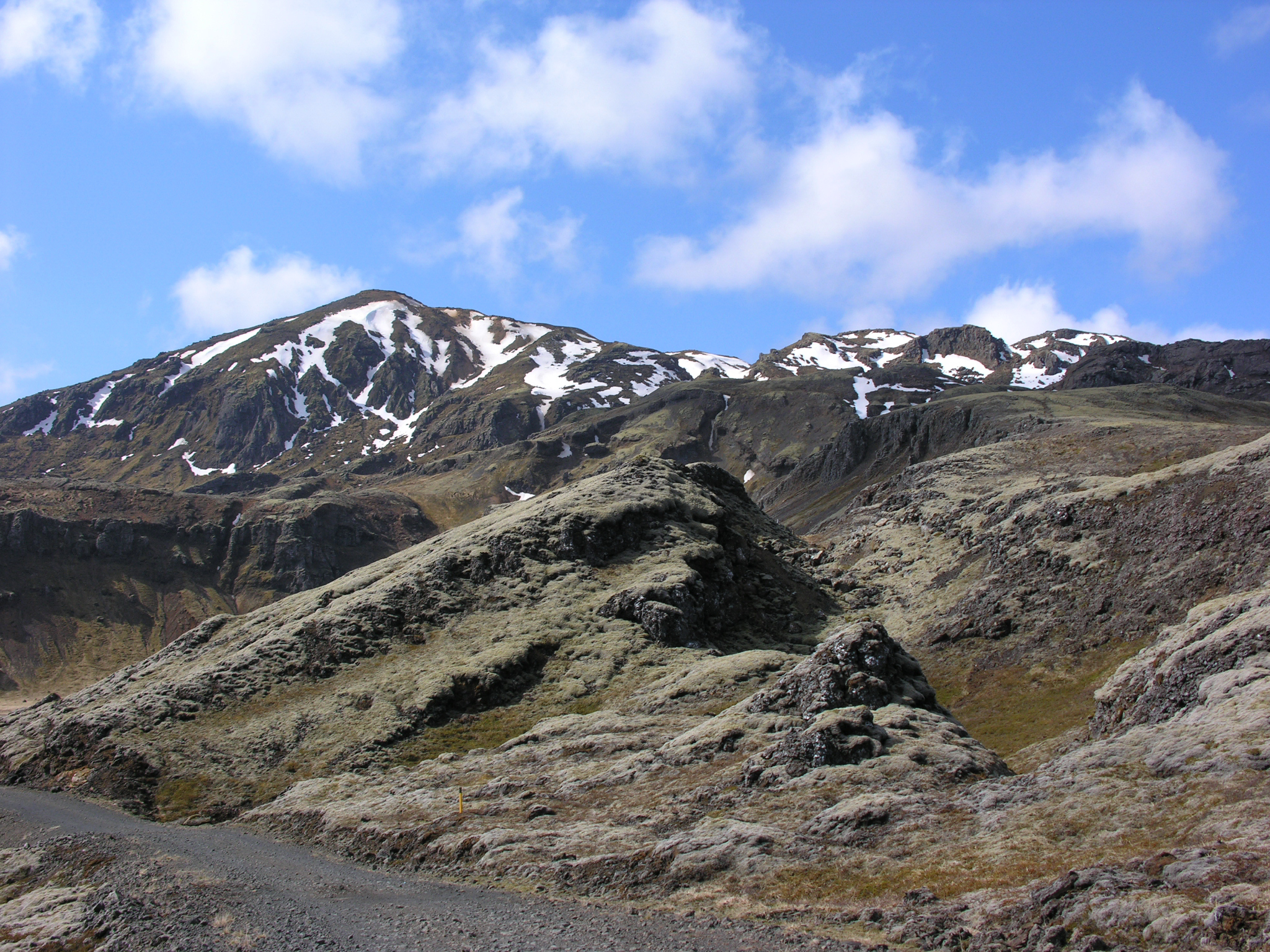
Hengill von der Ostseite aus gesehen

### Wissenschaftliche Beiträge
- Hengill im Global Volcanism Program der Smithsonian Institution (englisch)
- M. Krumbholz: Fluidtransport entlang Störungen und Klüften im Gebiet des Hengill-Vulkans. (PDF; 473 kB) gwdg.de/~bleiss2
- Geologie der Gegend von Þingvellir. notendur.hi.is
- Amy Clifton: Zur Reykjanes-Halbinsel. (PDF; 1,2 MB) Univ. Island (englisch).
- Übersicht über den Hengill-Tripelpunkt. Meteorol. Inst., Island (englisch).
- Aufwölbung am Hengill-Tripelpunkt. (PDF; 4,4 MB) ipgp.fr/~dublanchet (englisch).
- K.L. Feigl et al.: Crustal deformation near Hengill volcano, Iceland, 1993-1998: Coupling between magmatic activity and faulting inferred from elastic modeling satellite radar inferograms. (PDF) In: Journal of Geophysical Research, November 2000, Vol. 105, no. B11, 25, S. 655–25, 670 (englisch).

### Wanderwege und Karten
- Wanderwege mit Kartenmaterial und Photos. (Text isländisch)
- Wandern im Marardalur beim Skeggi. (PDF; 12 kB) fi.is (isländisch)
- Wanderung am Hengill mit GPS-Daten und Fotos. iceland.de (deutsch)